# Grijze boomgors
De grijze boomgors (Microspingus cinereus synoniem: Poospiza cinerea) is een zangvogel uit de familie
Thraupidae (tangaren). Het is een endemische vogelsoort uit Brazilië.

## Kenmerken
De vogel is 13 cm lang. De vogel is overwegend grijs en klein. Van boven loodgrijs met donkerder vleugels en staart, waarbij de veerranden weer lichter grijs zijn. De veren rond het oog zijn zwart en vormen een masker, daaronder is de keel wit en de borst en buik zijn lichtgrijs, bijna wit. Het oog is rood en de snavel is bijna zwart. De buitenste staartpennen hebben witte uiteinden.

## Verspreiding en leefgebied
Deze soort is endemisch in het zuidelijke deel van Midden-Brazilië. Het leefgebied bestaat uit verlaten en/of door brand verwoeste landbouw- en weidegebieden begroeid met droog struikgewas en wat geboomte.

## Status
De grootte van de populatie werd in 2016 door BirdLife International geschat op 6 tot 15 duizend individuen en de populatie-aantallen namen af door habitatverlies. De soort is echter beter bestand tegen veranderingen dan aanvankelijk gedacht. Om deze reden staat deze soort als niet bedreigd op de Rode Lijst van de IUCN.